# Cirrus SR22
El Cirrus SR22 es un avión utilitario fabricado por el constructor aeronáutico estadounidense Cirrus Design. El SR22 dispone de cuatro plazas, motor de pistón y fuselaje fabricado en materiales compuestos, siendo un derivado del Cirrus SR20. Las principales diferencias con el SR20, es que el SR22 dispone de una mayor envergadura, mayor capacidad de combustible y de un motor de mayor potencia (231kW).

## Versiones
Cirrus SR20Versión inicial
Cirrus SR22-G2Versión con mejoras menores, que apareció en el año 2004.
Cirrus SR22-G3Versión con mejoras, que apareció en el año 2007.
SR21 tdiVersión con motor diesel.
SR22TVersión con turbocompresor.

## Especificaciones

### Características generales
- Tripulación: 1 o 2 pilotos
- Capacidad: 2 pasajeros
- Longitud: 7,9 m (26 ft)
- Envergadura: 11,7 m (38,3 ft)
- Altura: 2,7 m (8,9 ft)
- Peso vacío: 1028 kg (2265,7 lb)
- Peso cargado: 1633 kg (3599,1 lb)
- Peso útil: 605 kg (1333,4 lb)
- Planta motriz: 1× Motor boxer 6 cilindros Continental IO-550-N.
  - Potencia:
- Hélices: 1× tripala por motor.

### Rendimiento
- Velocidad crucero (Vc): 339 km/h (211 MPH; 183 kt)
- Velocidad de entrada en pérdida (Vs): 111 km/h (69 MPH; 60 kt)
- Radio de acción: 1197 m (3927 ft) con reservas y 65% de potencia.
- Techo de vuelo: 5300 m (17 388 ft)
- Régimen de ascenso: 6,5 m/s (1280 ft/min)

### Desarrollos relacionados
- Cirrus SRV
- Cirrus SR20
- Cirrus Jet

### Aeronaves similares
- Beechcraft A36 Bonanza
- Cessna NGP
- Cessna 400
- Mooney Acclaim
- Piper PA-24 Comanche

### Listas relacionadas
- Anexo:Material bélico de la Fuerza Aérea de Chile